# Stethynium auriscutellum
Stethynium auriscutellum är en stekelart som beskrevs av Girault 1938. Stethynium auriscutellum ingår i släktet Stethynium och familjen dvärgsteklar. Inga underarter finns listade i Catalogue of Life.